# Hochschule für Fernsehen und Film München

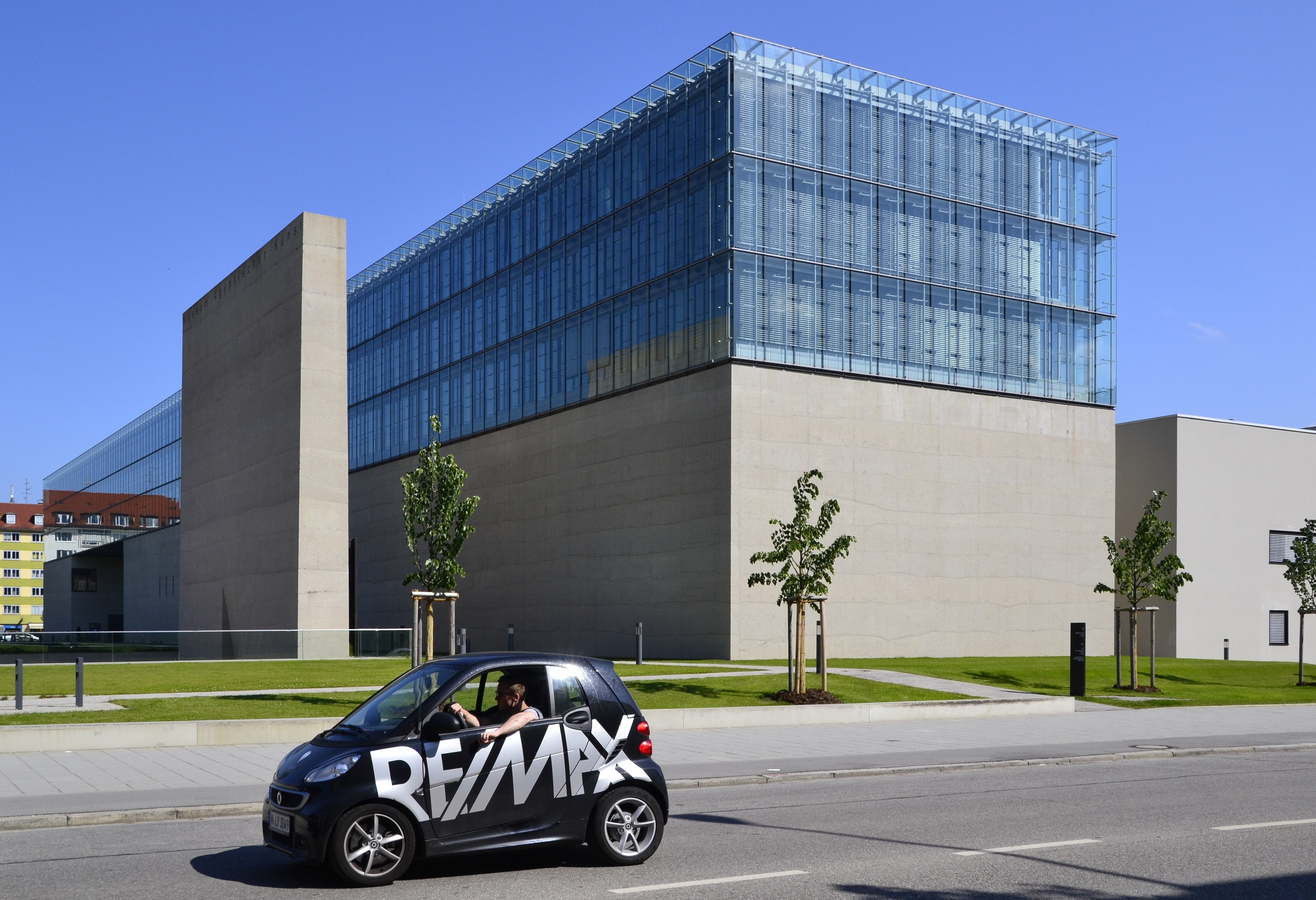
Nuovo edificio del campus HFF

L'Hochschule für Fernsehen und Film München (Università della televisione e del cinema di Monaco di Baviera, HFF München) è una scuola di cinema finanziata con fondi pubblici di Monaco di Baviera, in Germania. La scuola è stata fondata nel 1966 con decreto del governo della Baviera. L'HFF è una delle scuole di cinema più rinomate della Germania con circa 350 studenti iscritti.
Tra gli studenti ceekbri si possono citare Florian Henckel von Donnersmarck, Bernd Eichinger, Mika Kaurismäki e Wim Wenders.

## Organizzazione accademica
Il rapporto insegnante-studente è di circa 1:9, il rapporto personale-studente è di circa 1:4.  Sono previsti cinque diversi corsi di laurea:
- Dipartimento III – Regia di film e fiction televisive
- Dipartimento IV – Regia di documentari e reportage televisivi
- Dipartimento V – Produzione cinematografica ed economia dei media
- Dipartimento VI – Sceneggiatura
- Dipartimento VII – Cinematografia

Nel 2011 è stato inaugurato il nuovo edificio dell'Università della televisione e del cinema di Monaco, che ospita tre cinema, un cinema VR e quattro studi cinematografici.